# Pierre Weber
Pour les articles homonymes, voir Weber.
Pierre Weber, né le 8 septembre 1911 dans le 3e arrondissement de Lyon (Rhône) et mort le 17 août 2004 à Nancy (Meurthe-et-Moselle), est un homme politique français.

## Biographie
Etudiant à la faculté de médecine de Nancy, il est docteur en médecine à partir de 1936. Titulaire de la médaille de la résistance, il est désigné conseiller municipal de Nancy à la Libération, puis il se présente aux élections 
municipales sur une liste de résistants, souvent de gauche, en tant que membre du mouvement Ceux de la Résistance, est élu au même poste en mai 1945 et élu adjoint. La même année, il est élu conseiller général du canton de Nancy-Est, en septembre ; il est alors le benjamin du conseil général de Meurthe-et-Moselle. Il se présente en 1947 sur une liste modérée, qui se veut apolitique, et est élu premier adjoint du nouveau maire Jean Lionel-Pèlerin, qui menait une liste gaulliste rivale,. Il préside alors le syndicat des médecins de Meurthe-et-Moselle.
Il est élu député de Nancy en novembre 1958. Il soutient les gouvernements du général de Gaulle, de Georges Pompidou puis de Valéry Giscard d'Estaing. Ce républicain indépendant (droite) est apparenté au groupe des Républicains indépendants à l'Assemblée nationale. Il n'est pas réélu député en 1978, battu par André Rossinot, également médecin et conseiller municipal de Nancy.
Adjoint au maire depuis 1945, il est élu maire de Nancy en 1961, en remplacement de Raymond Pinchard, décédé. La fin de son mandat est marquée par une crise politique, en 1969-1970. Un projet gouvernemental désignant Metz comme chef-lieu de la région Lorraine entraîne la division du conseil municipal - la plupart de ses anciens colistiers désapprouvent et désavouent l'attitude du docteur Weber (il a notamment annoncé qu'il démissionnait en mai 1969 mais n'en a rien fait) -, la démission de conseillers municipaux, des candidatures rivales à l'occasion d'une élection partielle (28 membres de la liste « Nancy-capitale », conduite par le sénateur Marcel Martin, conseiller municipal démissionnaire, hostile au maire, sont élus en juillet 1969), l'impossibilité pour Pierre Weber de diriger la municipalité, du fait du blocage de ses opposants, la dissolution du conseil municipal, sur décision du Conseil des ministres (décret du 20 décembre 1969), le retrait du docteur Weber en décembre 1969 et la victoire de ses opposants lors d'une autre élection municipale en 1970. 
Il préside encore le syndicat des médecins de Meurthe-et-Moselle dans les années 1960.
La dernière phase de son engagement politique est marquée par son appui apporté au Front national de Jean-Marie Le Pen.

## Détail des fonctions et des mandats
- 30 novembre 1958 - 2 avril 1978 : député de Meurthe-et-Moselle
- 1945 - 1979: conseiller général
- 1961 - 1970 : maire de Nancy